# Chris Mosdell
Chris Mosdell (Gainsborough, Reino Unido, c. 1950 - 1953) es un letrista, poeta, autor, compositor, vocalista e ilustrador británico, ubicado en Tokio y en Nueva York.
Ha colaborado con una gran cantidad de músicos y artistas, aunque es conocido especialmente por su trabajo con Yellow Magic Orchestra y el poeta Shuntarō Tanikawa. Su álbum interactivo audiovisual Equasian, incluye experimentación con "VISIC" (música visual), combinando sus conocimientos científicos en un marco musical, y su trabajos Oracles of Distraction, un conjunto de cartas poéticas que establecen coordenadas musicales, que posteriormente expandieron el idioma en sus letras.
Ha escrito letras para Sarah Brightman y Boy George; coescrito con Michael Jackson. Su trabajo ha sido presentado por Eric Clapton. Aparte, también trabajó con Toumani Diabaté, tocando la kora y también con el artista de caligrafía Juichi Yoshikawa; y escribió la danza para teatro en verso Amaterasu, the Resurrection of Radiance, que fue presentada con el Ballet de la Ciudad de Londres en Theatre Royal, Drury Lane (2001).
Como "Mozz", Mosdell ha publicado una serie de libros para niños que han ganado reconocimientos, los cuales también ilustra.
Una película acerca de su vida, titulada "Ink Music: In the Land of the Hundred-Tongued Lyricist" incluyendo entrevistas con varios de sus colaboradores y grabado en tanto Japón como en los Estados Unidos, fue estrenada en 2009. El documental lo coloca como el “Lafcadio Hearn de las líricas”. Un colaborador de muchos años, Ryuichi Sakamoto, describe una interpretación de como Mosdell crea sus trabajos; "Cuando leo sus letras lo veo en un laboratorio de química de una escuela, haciendo cócteles mólotov con sus ojos lucidos, azules y claros."

## Biografía

### Inicios
Mosdell nació en Gainsborough, Inglaterra y creció en North Wales, dejando a Londres para ir a Tokio en 1976 después de completar su licenciatura (especializándose en microbiología) en la Universidad de Nottingham y abandonando una maestría en patología en la Universidad de Exeter después de darse cuenta de que sus inclinaciones hacia la ciencia eran contrarias a sus intereses poéticos. Llegando a Japón se convirtió en escritor de scripts para varios programas de radio de NHK, reportero de Radio Free Europe, y un lector de las noticias de la BBC. Sus obras The Sound Seller (1977) y The Star Polisher (1978) fueron producidas para NHK junto con sus scripts para televisión, Laugh Out Loud, fueron publicados en 1979, una edición que es aún un texto popular en las universidades de Japón.
En 1977 una serie sus poemas, publicados por Japan Times, llamaron la atención de Yukihiro Takahashi, entonces baterista de Sadistic Mika Band. Takahashi le pregunto si podría utilizar sus poemas como base lírica para el cantante de pop Rajie, para el cual estaba produciendo un álbum.
Inmediatamente que Sadistic Mika Band se separó algunos de sus miembros, incluyendo a Takahashi, formaron la banda The Sadistics. Mosdell escribió la letra para las canciones "Crazy Kimono Kids" y "Tokyo Taste" para su álbum Sadistics (1977).

### Éxito comercial
Takahashi continúo siendo un principal colaborador para Mosdell, invitándolo a participar como letrista para su siguiente proyecto musical Yellow Magic Orchestra (YMO), que posteriormente tendría un gran éxito no solo en Japón, sino una de las pocas bandas japonesas en ser reconocidas mundialmente como innovadores influyentes en la música electrónica popular. Ellos contribuyeron al desarrollo del synthpop y el Ambient house, ayudaron al desarrollo de la música electrónica, anticipando los ritmos y sonidos de la música electro, sentando las bases para el J-Pop contemporáneo, y contribuir al desarrollo de la música house, techno, y hip hop.
Entre las canciones más conocidas de Mosdell para YMO se encuentra "Behind the Mask", "Solid State Survivor", "Nice Age", "Insomnia", "La Femme Chinoise", and "Citizens of Science", de los álbumes Yellow Magic Orchestra (1978), Solid State Survivor (1979), y "x∞Multiplies" (1980). Las letras reflejaban un mundo socialmente inerte, digitalizado e impersonal. Controlado por la fuerza de autoridad oculta con un paisaje japonés, con tintes de motivos chinos.
La popularidad e influencia internacional de YMO hizo de Mosdell un letrista buscado por otros artistas japoneses, así como continuar siendo el letrista central para el álbum en vivo de Yellow Magic Orchestra "Public Pressure" (1982). Durante este tiempo Mosdell escribió letras exitosas para otros artistas, incluyendo, entre otros, Sandii and the Sunsetz, Sheena & The Rokkets y Imitation.
Continuando su amistad y colaboración con los compositores detrás de YMO, Mosdell trabajó con estos artistas en sus carreras como solistas, escribiendo varias letras para el LP "Murdered by the Music" de Yukihiro Takahashi, y el sencillo synthpop "War Head" con Ryuichi Sakamoto. "War Head", titulada originalmente “Night Boys Pick Up Some Heat”, fue escrita el club nocturno "Lexington Queen" en Roppongi, fue del gusto de Sakamoto que decidió remezclarlo incluyendo a Mosdell en las voces, fue la primera vez desde “Citizens of Science” de YMO que Mosdell participó con su voz, en un estilo similar al rap.
La cantidad de experimentación que Mosdell tuvo con las líricas durante este periodo lo llevó a grabar su primer disco, dando como resultado el álbum de 1982 "Equasian", en él hace uso de sonidos étnicos del mundo antes de la popularidad del world music. También fue uno de los primeros intentos de Mosdell en emplear su técnica de composición lírica visual, VISIC, que ha utilizado como base para las composiciones de otros trabajos musicales. "Equasian" fue un espectáculo presentado como una experiencia audiovisual/multimedia a través de presentaciones en vivo y una exhibición de VISIC en la galería Harajuku en Tokio. Por toda esta experimentación y una relativa rareza, la relevancia del disco y su popularidad ha continuado a la fecha, siendo reimpreso como CD por Sony en 2003.

### Colaboraciones internacionales
Durante un periodo en el que tuvo un mayor número de colaboraciones con artistas internacionales, Mosdell viajó a Los Ángeles para trabajar con el cantante pop Boy George. Trabajaron en dos sencillos (“Fireboy Meets His Match” y “All Prayers are Answered”) para un comercial japonés de soju, que después de ser lanzado por unas semanas, fue retirado repentinamente del aire después de que el cantante consumiera heroína.
En la misma ciudad, el cantante de pop Michael Jackson grabó un cover de la canción "Behind the Mask" de YMO para su inclusión en el álbum Thriller. El productor Quincy Jones escucho la versión de Yellow Magic Orchestra en un viaje a Japón y se la mostró a Jackson, quien decidió convertir la canción del electro-pop a una versión dance-funk, con versos adicionales de Jackson. Mosdell ha dicho de la colaboración que "cuando Michael Jackson la tomó y la convirtió en una canción de amor acerca de una mujer. Fue una premisa completamente diferente para mi, yo estaba hablando de manera impersonal de una sociedad controlada, una era futurista tecnológica, y la máscara representando un estado inmóvil sin emociones. Pero vamos, lo deje realizarlo." El acuerdo por repartir las regalías de manera equitativa, entre Sakamoto, Mosdell y Jackson, se disolvió debido a una desacuerdo con los representantes de Yellow Magic Orchestra, previniendo que la canción fuera lanzada en el sexto álbum de estudio de Michael Jackson, "Thriller", y permaneciendo así por 25 años.
La versión Mosdell-Sakamoto-Jackson fue posteriormente lanzada por el tecladista de Jackson Greg Phillinganes para su álbum "Pulse" (1984), y por Eric Clapton, para su álbum August de 1986.
"Sticky Music" fue otro éxito internacional para Mosdell, presentado por la banda "[Sandii and the Sunsetz", llegó a alcanzar el número tres de las Listas musicales de Australia en el top 40 de música pop en 1983. Sus letras fueron posteriormente publicadas en el libro Ink Music: The Collected Lyrics of Chris Mosdell.
Su popularidad como un escritor inglés en Tokio le permitió escribir un número de comerciales de televisión japoneses, usualmente colaborando con el exvocalista, Kazuhiko Kato, de Sadistic Mika Band.
Durante este tiempo nuevamente trabajo con Yukihiro Takahashi para escribir canciones para los álbumes Ego (1988) y Broadcast from Heaven (1990).
En 2003 Sarah Brightman grabó la canción "When Firebirds Sing", un opus ambientado en el antiguo Japón que fue incluido en el álbum Harem. La canción fue utilizada para el popular videojuego Tengai Makyo III de PlayStation 2 en 2004. La letra relata la historia de dos amantes de "la Tierra del Fuego Curvo" y del "Mar de los Deseos", quienes fueron simbolizados por dos pájaros de fuego, con sus alas entrelazadas, que rodeaban un círculo de inmortalidad en una órbita celestial.
En 2008 Chris se unió con el músico y colaborador Kazuhiko Kato para una nueva banda de glam-rock, Vitamin Q, lanzando un álbum titulado 'Vitamin Q featuring ANZA'. Chris Mosdell abrió el show en su debut en una presentation en Shibuya AX.
En 2009 Mosdell viajó a Machu Picchu y al lago Titicaca, en Perú, para visitar lugares adjuntos a su banda sonora "Fingerprints of the Gods", y posteriormente viajaría a Santiago de Chile para conocer al compositor alemán Uwe Schmidt, quien hizo varias versiones de canciones de Mosdell en su álbum "Yellow Fever!". Este encuentro llevó a una colaboración con Atom™ y Masaki Sakamoto en el álbum "Alien Symphony" (2010) en la que Mosdell escribió la letra de la canción "5.17 Minutes with Miss Eternity".
En 2010 Mosdell comenzó a trabajar con el fotógrafo Yuriko Takagi en una adaptación de la antología de poemas del siglo X de Japón Hyakunin Isshu (Cien Poemas por Cien Poetas), produciendo una nueva "versión de Shibuya". Basado en la conversión original de la antología en un juego de cartas en el siglo XV, tradicionalmente jugado en el Año Nuevo japonés, esta edición bilingüe fotografía/verso seleccionó a cien ciudadanos de Shibuya con Mosdell transcribiendo las voces de estos "poetas contemporáneos" a un idioma moderno.
La versión de Michael Jackson de la canción "Behind the Mask" obtuvo un lanzamiento oficial el 10 de diciembre de 2012, como la novena canción del álbum póstumo, Michael. Fue descrita por la revista Time como "Michael en su mejor momento" y por NME como "algo extraordinario... una absoluta revelación... brillante".
La canción fue lanzada como un sencillo el 21 de febrero de 2011, con un video musical lanzado el 14 de junio. El video promocional incluye una colección de cientos de mensajes de los fanes cantando la canción que Chris originalmente escribió con Yellow Magic Orchestra.
En 2012 escribo la canción "Swan Song" para el artista japonés Coppe para su álbum Rays, Cinderella City para la guitarrista de rock Risu en su álbum Bright-Eyed and Bushy-Tailed y Our Children’s Rainsong para la cantautora Akino Arai, una canción enfocada en documentar la radiación atmosférica después del accidente nuclear de Fukushima I.

### Paisajes líricos alternativos
Las palabras de Mosdell fueron utilizadas en formas alternativas cuando el escribió la letra de Shake the Whole World to Its Foundations, un trabajo que ha evolucionado de una mezcla japonesa-occidental orquestal a una versión electrónica techno. Finalmente fue publicada en su totalidad en forma de libro en 2001 (Shichosha), junto con el trabajo de caligrafía experimental del artista Joichi Yoshikawa. En su primera versión fue escrita de manera que reflejara la influencia rítmica del continente africano y por el ejecutante de kora del oeste de África Toumani Diabaté en 1992 para el álbum "Shake the Whole World to Its Foundations". Mosdell escribió una serie cánticos (finalmente numerados hasta el mil) basados en la poesía oral de los ainos donde, en lugar de arreglar una lírica a la canción, él se sumergió dentro de los cánticos y seleccionó aquellos que favorecieran a la composición, esto eventualmente llevó a un número infinito de variaciones líricas fijadas a un formato musical. 
Continuando con este método de composición lírica, Mosdell comenzó un proyecto en solitario, Squawk: The Song of the Violinnet, debido al decline financiero de Smokey Studios en Ginza, ninguna de las canciones grabadas fue distribuida. Sin embargo este esfuerzo dio como resultado en una colaboración de Mosdell con los artistas americanos Jore Park y Wylci Fables, quienes produjeron personajes como "niños con cabezas de pájaro". Usando una técnica de pintura similar al batik pero en papel encerado japonés "washi", hicieron obras de arte de vidrio pintado, método que Mosdell utilizaría en su siguiente proyecto.
En 1988 Mosdell colaboró con el poeta Shuntarō Tanikawa en un juego de 77 cartas omikuji en una tradición de suerte de los altares sintoístas. The Oracles of Distraction son de un estilo similar a "Oblique Strategies" de Brian Eno, sin embargo en lugar de ser instructivos, tienen la intención de distraer al lector con una yuxtaposición de las imágenes y el sonido. Mosdell escribió un poema "distractivo" en cada "oráculo" en inglés, mientras que Tanikawa lo escribía en el reverso en japonés. Jore Park y Wylci Fables crearon 77 paneles "washi". El músico Yu Imai trabajo junto con otros ejecutantes y Mosdell para crear 77 muestras de audio utilizando el método de composición VISIC de Mosdell. Los esfuerzos fueron combinados en un CD con texto, audio e imágenes para ser utilizados en conjunto. Los usuarios eran instruidos para seleccionar de manera aleatoria una carta, leerla y verla, y de manera simultánea escuchar la pista del mismo número. 
Mientras que Mosdell se mudaba a París dejando Japón, The Oracles of Distraction fue presentado en el museo Laforet en Harajuku, Tokio. Sony desarrolló un sistema de sonido en el que permitía a los visitantes usar auriculares inalámbricos y caminar debajo de sensores que activarían selecciones de audio a los auriculares para acompañar los textos resaltados con las pinturas iluminadas de Park y Fables. El museo fue diseñado como un altar sintoísta, con los asistentes vestidos con ropa tradicional y los visitantes seleccionado su propio "oráculo" de las 77 diferentes entradas.

### "La Tinta de Tokio"
En 1988 Mosdell publicó LAA . . . The Dangerous Opera Begins (Soseisha), un poema narrativo en siete acto con una estructura teatral. Influenciado por el poeta japonés Yoshimasu Gozo y su técnica de escribir mientras caminaba, Mosdell imaginaba una prima donna vistiendo enormes adornos para la cabeza, mientras que se voz cambiara con cada atuendo con el que apareciera. Gozo escribió que el trabajo de Mosdell era "La Tinta de Tokio, bello, hermoso, su espíritu, el mar."
En 1989 Writing the Riot Act in the Illiterate Hour: New and Selected Lyrics(Shichosha) fue publicado, una edición que incluye poemas adicionales de cinco poetas japoneses (Shuntarō Tanikawa, Yoshimasu Gozo, Kazuko Shiraishi, Hiromi Ito and Makoto Oka) que dieron sus interpretaciones poéticas de la lírica de Mosdell.
Fue comisionado para escribir la canción del Partido Socialdemócrata de Japón para las elecciones de 1990, resultando el sencillo "One World", una pieza para ensamble que incluía a vocalistas y músicos de sesión.

### Anime e interpretaciones visuales
A principios de los noventa Mosdell comenzó una serie de colaboraciones de soundtracks de anime con la compositora Yōko Kanno. Su trabajo dio fruto a canciones para los soundtracks de Ghost in the Shell, Gundam, Cowboy Bebop, RahXephon, y Wolf's Rain. También escribieron “Dreams in a Pie” para el juego Napple Tale y trabajaron en canciones (“Another Grey Day in the Big Blue World” y "Kingfisher Girl") para Maaya Sakamoto, una actriz cantante enfocada a las producciones de anime.
Mosdell colaboró nuevamente con el artista de caligrafía Juichi Yoshikawa, produciendo una publicación bilingüe, The Erotic Odes: A Pillow Book. Ilustraciones eróticas 'shunga sobre madera fueron usadas para ilustrar los 48 (el número de posiciones sexuales en la sociedad tradicional japonesa) poemas estilo haiku, así como las nuevas creaciones de Yoshikawa. Shuntarō Tanikawa] en conjunto con Rie Terada, tradujeron los poemas y los 'shunga seleccionados de una colección de padre de Tanikawa, Tetsuzō Tanikawa. La versión a color, originalmente publicada por Libroport en 1997, fue relanzada en 2008 por Seigensha. Yoshikawa y Mosdell posteriormente colaboraron en una versión completa del texto Shake the Whole World to Its Foundations.
Continuando con la escritura de las letras para soundtracks de películas, Mosdell escribió “From the Ruins of Your Beautiful Body” como tema para la adaptación de Marc Rigaudis de la historia “She Was So Pretty”. La película destaca por Nana Okumura, la antigua Miss Universo Japón 1998, y del maltrato en las escuelas japonesas.
En 2009 la artista holográfica Hatsune Miku lanzó el disco 'Hatsune Miku Orchestra,', en que se incluyen covers de canciones de Mosdell como 'La Femme Chinoise,' 'Behind The Mask' y 'Nice Age.'

### Instalación y presentación en vivo
En 1999 Shozo Tsurumoto pregunto a Mosdell si podría llevar transmitir a través del sonido el punto de vista de prehistórico de Graham Hancock en su libro Fingerprints of the Gods. Usando nuevamente un galería, proyecto tuvo la inclusión de una recreación a escala de Stonehenge, Machu Picchu y la Gran pirámide de Guiza, entre otros monumentos. Fue subrayado por el director de arte Kevin Hamilton como "poemas auditivos", de manera sonica recreando los puntos importantes en el tiempo como si se leyese una Biblia de los indios Apache y un gran proyecto auditivo inusual para un letrista. Fue mostrado en Tokio y Osaka, a la par de Mosdell con su colaborador musical Yu Imai.
Si Tokio había sido una influencia determinante para su estilo de escritura, su próxima aventura podría llegar a ser su antítesis.
En 2000 Mosdell fue invitado por el Instituto de Estudios e Investigación de Tagore en la Universidad de Visva-Bharati (Santiniketan, Bengala Occidental) para una estadía de seis meses en la "Residencia de la Paz" en la India, establecida por Rabindranath Tagore como una escuela experimental para la literatura y la danza. Mosdell realizó, y bajo la influencia de un exuberante y colorido ambiente, una serie de poemas basados en los 108 nombre de Krishna y la expresión mística tripartita de "Upanishad". Titulado Thirty-Three Billion Songs on the Road of Reincarnations: The Santiniketan Sutra (haciendo referencia al número de dioses en el panteón Hindú), el trabajo marca un contraste con su contraparte de Tokio, tenue y tranquilo. El libro fue publicado por Sahitya Akademi, La Academia Nacional de Letras de la India en 2008.
El siguiente año Mosdell se mudó de París a Boulder (Colorado), y comenzó una serie de presentaciones de spoken word que dieron como resultado el ser premiado por el Gran Premio para la Poesía en el Festival Literario de Colorado, y un acuerdo de distribución para recopilar sus letras en una nueva publicación, Splatterhead (Emerson's Eye, 2000). Extendiendo el formato de la lectura de poesía para incluir una mezcla audiovisual con el artista visual David Fodel y el techno DJ E23, Mosdell realizó una gira en varias ciudades en 2001 con su ensamble Splatterhead & The Oblivion Brotherhood. El trío posteriormente lanzaría una versión techno de "Shake The World" como un sencillo para la políticamente inspirada recopilación de música electrónica Polyphonic Voices of Digital Dissent.
De regreso a Tokio, Mosdell fue una de los cientos de artistas locales en contribuir artefactos para una cápsula del tiempo, un evento que se levó a cabo en el museo Laforet, Harajuku. A cada artista se le dio una cápsula del tiempo y se les pidió una representación de su trabajo sobre la ciudad de Tokio en el siglo XX. Mosdell escogió sus cuadernos, con páginas y páginas con una descripción densa de su odisea en el este, y una selección de plumas que uso para varios de sus proyectos incluyendo un pluma con un alien grabado con la que escribió Thrills in Voidville, y su "plumilla desnuda", una pluma con el grabado de una mujer que utilizó en la composición de The Erotic Odes.
Mosdell fue comisionado para realizar el script para la obra teatral de una versión anglo-japonesa actualizada de la historia antigua épica Amaterasu. Titulada como The Sun Goddess: The Resurrection of Radiance, la danza dramática con máscaras fue presentada como parte de la celebración de "Año de Japón en Reino Unido" en el Teatro Drury Lane del 26 al 28 de mayo de 2001. En colaboración con el diseñador/director Tomio Mohri, la coreógrafa Cathy Marston, el Ballet de la Ciudad de Londres, la ejecutante de taiko Miyuki Ikeda, la actriz/modelo Sayako Yamaguchi, y el compositor Kazuhiko Kato (de Sadistic Mika Band). La obra refleja los orígenes de la música y la danza. Escrita en verso blanco con un elenco británico, emplearon técnicas del tradicional kabuki par innovar la coreógrafia y mezclarlas en el escenario con otros aspectos contemporáneos.
Por 2006, para coincidir con la publicación de City of Song, su representación épica de personajes de 23 "ku" de Tokio, Mosdell actualizo sus presentaciones spoken word para incluir un ensamble con una mezcla cultural, The Incendiary Orchestra. Incluyendo a la ejecutante de koto y compositora Michiyo Yagi, el violinista Edgar Kautzner, la ejecutante de tabla Andy Matzukamiy el traductor Rie Terada. Las presentaciones se llevaron a cabo en varios lugares alrededor de Tokio, y fueron grabadas en un video como parte de un documental acerca de la historia artística de Mosdell, titulado Ink Music: In the Land of the Hundred-Tongued Lyricist, lanzado en 2009.

## Ink Music: The Movie
Una película acerca de la vida de Chris Mosdell, titulada "Ink Music: In the Land of the Hundred-Tongued Lyricist" fue lanzada en 2009. Fue producida por Brian Comerford, un productor voluntario en la estación de radio KGNU con el programa "Electronic Air" desde 1995. Comerford comenta : "Él ha trabajado con grandes artistas dentro de la cultura pop japonesa, desde la escena musical hasta artistas de caligrafía, de diseñadores a directores de teatro de las más grandes compañías... en Japón todos conocen su trabajo, pero nadie sabe quien es".
El largometraje incluye entrevistas con Mosdell, Ryuichi Sakamoto, Shuntarō Tanikawa, Yukihiro Takahashi, Yoko Kanno, la cantante Maaya Sakamoto, el artista Junichi Yoshikawa y otras personalidades. Debutó en festival South by Southwest llevado a cabo en Austin (Texas), en marzo de 2009.

## Poesía para niños: Mozz
Bajo el seudónimo de "Mozz", Mosdell ha producido serie de tres libros publicados por Goofy Guru Publishing, en Boulder, Colorado. Mosdell ha descrito estos libros como su "alter ego, para balancear su pesada, abstracta, psicodélica y usualmente oscura poesía". The books have been described by The Japan Times as Spike Milligan-esque.
A la fecha han sido lanzados tres libros, completamente ilustrados y escritos por Mosdell, "The Pearls of Wisdumb" (2003), "In Search of the Holey Whale" (2008) y "A Fork in the Road" (2010). Los tres fueron recopilados en un box set llamado Utter Mozzsense (2010).
Los libros han sido premiados. "The Pearls of Wisdumb" ganó un premio EVVY a Mejor Humor, mientras que "A Fork in the Road" fue el ganador del Premio al Mejor Humor de USA Book News en 2010. "In Search of the Holey Whale" won Gold Prize Winner of the Moonbeam Children’s Book Award for Poetry.

## Discografía

### Letrista,Yellow Magic Orchestra
- "Behind the Mask" (Solid State Survivor, 1979)
- "Citizens of Science" (x∞Multiplies, 1980)
- "Insomnia" (Solid State Survivor, 1979)
- "La Femme Chinoise" (Yellow Magic Orchestra, 1978; Public Pressure, 1980; After Service, 1981)
- "Nice Age" (x∞Multiplies, 1980)
- "Radio Junk" (Public Pressure, 1980)
- "Solid State Survivor" (Solid State Survivor, 1979)

### Letrista,Yukihiro Takahashi
- "Blue Colour Worker" (Murdered By The Music, 1980)
- "The Core of Eden" (Murdered By The Music, 1980)
- "Murdered by the Music" (Murdered By The Music, 1980)
- "Radioactivist" (Murdered By The Music, 1980)
- "School of Thought" (Murdered By The Music, 1980)
- "Drip Dry Eyes" (Neuromantic, 1981)
- "Erotic" (Ego, 1988)
- "Yes" (Ego, 1988)
- "Forever Bursting Into Flame" (Broadcast From Heaven, 1990)
- "The Sensual Object Dance" (Broadcast From Heaven, 1990)
- "360 Degrees" (Broadcast From Heaven, 1990)

### Letrista,Ryuichi Sakamoto
- "Behind the Mask" (Behind the Mask, 1980)
- "Lexington Queen" [también conocida como "Night Boys Pick Up Some Heat"] (The Arrangement, 1981)
- "War Head" (Field Work - Ryuichi Sakamoto Collection: 1981-1987, 1987)

### Letrista,Eric Clapton
- "Behind the Mask" (August, 1986)

### Letrista,Sarah Brightman
- "When Firebirds Cry" (Harem, 2003)

### Letrista, Sandii and the Sunsetz
- "Idol Era" (Eating Pleasure, 1980)
- "Zoot Kook" (Eating Pleasure, 1980)
- "Bongazuna" (Heat Scale, 1981)
- "The Eve of Adam" (Heat Scale, 1981)
- "Heat Scale" (Heat Scale, 1981)
- "Dreams of Immigrants" (Immigrants, 1982)
- "Sticky Music" (Sticky Music 7", 1983)
- "Drip Dry Eyes" (Viva Lava Liva, 1984)

### Letrista, Sheena & The Rokkets
- "Stiff Lips" (Sheena & The Rokkets, 1979)
- "Radio Junk" (Synkuu Pack, 1979)
- "Dead Guitar" (Channel Good, 1980)
- "Japanic" (Japanik, 2008)
- "Planet Guitar" (Japanik, 2008)

### Letrista,Maaya Sakamoto
- "The Garden of Everything" (Single Collection+ Nikopachi, 2003)
- "Another Grey Day in the Big Blue World" (Easy Listening, 2001)
- "Kingfisher Girl" (Shōnen Alice, 2003)
- "Tell Me What The Rain Knows" (Wolf's Rain|Wolf's Rain OST, 2004)

### Solitario
- Equasian (1982 Alfa / 2003 Sony)
- The Oracles of Distraction (1988 Midi Records)
- Fingerprints of the Gods (2002 Consipio)

### Vocalista
- "Citizens of Science" (YMO, Multiplies)
- "War Head" (Ryuichi Sakamoto, Solo Works)
- "Shake the World" (Splatterhead & The Oblivion Brotherhood, Polyphonic Voices Of Digital Dissent)

### Letras para películas
- "Butterfly" (Cowboy Bebop: Knockin' On Heaven's Door (Future Blues), 2001)
- "Beauty Is Within Us" (Ghost In The Shell: Stand Alone Complex O.S.T., 2003)
- "Run, Wolf Warrior, Run" (Wolf's Rain, 2004)
- "Walking Through the Empty Age" (Texhnolyze: Man of Men, 2004)
- "The End of All You'll Know" (Ghost In The Shell: Stand Alone Complex O.S.T. 3, 2005)
- "Ringo Biyori: The Wolf Whistling Song" (Spice and Wolf, 2008)

## Publicaciones
- Laugh Out Loud (Asahi Publishing, 1979)
- Ink Music: The Collected Lyrics of Chris Mosdell (Ink Music Inc., 1985)
- LAA . . . The Dangerous Opera Begins (Soseisha, 1988)
- Writing the Riot Act in the Illiterate Hour: New and Selected Lyrics con Shuntarō Tanikawa, Yoshimasu Gozo, Kazuko Shiraishi, Hiromi Ito y Makoto Oka (Shichosha, 1989)
- The Oracles of Distraction with Shuntarō Tanikawa (Seidosha, 1991)
- Shake the Whole World To Its Foundations con Juichi Yoshikawa (caligrafía), y Rie Terada (traductor) (Shichosha Publishing, 2001)
- Splatterhead: The Songlines of Chris Mosdell (Emerson's Eye, 2001)
- City of Song: The Incendiary Arias (Edokko Editions, 2006)
- Thirty-Three Billion Songs on the Road of Reincarnations: The Santiniketan Sutra (Sahitya Akademi, 2008)
- The Erotic Odes: A Pillow Book with Juichi Yoshikawa (caligrafía), y Shuntarō Tanikawa y Rie Terada (traductores) (Seigensha, 2008)
- THE KANTOCLES: Songs from the Atomic Aisles (Edokko Editions 2013)

## Premios
- Premio de Oro a la Lírica, Tokyo Music Festival, por "Wild Dreams", 1984[34]
- El Premio Yuki Hayashi-Newkirk a la Poesía, 1987[28][35]
- Gran Premio a la Poesía, Festival de Literatura de Colorado, 2000[1]
- EVVY Premio al Mejor Humor de Libros para Niños, 2004[6]
- Ganador del Premio de Oro Moonbeam Children's Book Award a la Poesía, 2008[33]
- Ganador del mejor humor USA Book News 2010[32]